# 해피 버스데이 투 미
《해피 버스데이 투 미》(영어: Happy Birthday to Me)는 캐나다와 미국에서 제작된 J. 리 톰프슨 감독의 1981년 슬래셔 영화이다. 멀리사 수 앤더슨, 글렌 포드 등이 출연하였고, 존 더닝 등이 제작에 참여하였다.

## 줄거리
4년 전 도개교에서 사고를 당한 뒤 실험적인 뇌조직 복원 수술을 받은 지니는 소수의 선택받은 집단인 “톱 텐" 무리와 어울린다. 톱 텐 멤버들이 하나씩 살해되기 시작하는 가운데 지니는 톱 텐 멤버 앤에게 강요를 당해 올라가는 도개교를 건너는 담력 게임에 억지로 참여한다.
억눌린 4년 전 기억으로 괴로워하는 지니는 수술을 주도했던 정신과의 패러데이를 방문한다. 4년 전 막 사교계 명사가 된 지니의 어머니 에스텔은 지니의 생일에 톱 텐을 초대했지만 모두 이를 외면하고 앤이 연 파티로 가 버리자 술에 취해 지니를 데리고 앤네 집에 찾아갔다. 하지만 그대로 쫓겨나는 수모를 당했고, 분노한 상태로 올라가는 중인 도개교를 무리해서 건너다가 차가 물 속으로 추락했다. 지니는 생존했지만 에스텔은 그대로 사망했던 것이다.
지니는 자신에게 반한 멤버 앨프리드를 전정가위로 찔러 죽이고, 18살 생일날 멤버 스티브를 초대해 시시 케밥을 대접하다가 꼬챙이를 목에 쑤셔 넣어 죽인다. 지니는 자신이 기억을 잃는 삽화를 겪을 때마다 친구들을 죽이고 있는 게 아닌가 염려한다. 지니는 패러데이를 찾아가 진실을 요구하지만 그가 답을 회피하자 벽난로 부지깽이로 그를 죽인다.
출장에서 돌아온 지니의 아버지 핼은 손님용 독채에 들어가 톱 텐의 시체가 에스텔의 시체와 함께 테이블 주변에 앉혀 있는 것을 발견한다. 본인의 생일 축하 노래를 부르며 들어온 지니는 핼의 목을 긋는다. 곧 지금까지 영화 속에서 사람을 죽여온 지니는 실은 라텍스로 만들어진 정교한 가면을 쓰고 지니 행세를 한 앤으로 밝혀지고, 진짜 지니는 살인 행각과 무관하며 마취제에 당해 테이블에 고개를 박고 있던 것으로 드러난다. 앤은 지니의 어머니가 자신의 아버지와 불륜을 해서 가정이 파탄에 이르렀으며, 지니와 자신이 실은 이복 자매임을 폭로하고, 지니가 태어난 게 잘못이라고 비난한다. 앤의 계획은 지니가 연쇄 살인 끝에 자살한 것으로 위장하는 것이다. 그러나 지니는 몸싸움 끝에 앤에게서 칼을 뺏어 앤을 죽이고, 바로 경찰이 나타나 지니에게 대체 무슨 짓을 저지른 거냐고 묻는다.

## 출연진
- 멀리사 수 앤더슨 - 버지니아 “지니” 웨인라이트 역
- 글렌 포드 - 데이비드 패러데이 박사 역
- 로런스 데인 - 해럴드 “핼” 웨인라이트 역
- 샤론 애커 - 에스텔 웨인라이트 역
- 프랜시스 하일런드 - 패터슨 부인 역
- 트레이시 E. 브레그먼 - 앤 토머슨 역
- 잭 블룸 - 앨프리드 모리스 역
- 맷 크레이븐 - 스티브 맥스웰 역
- 데이비드 아이즈너 - 루디 역
- 레슬리 도널드슨 - 버너뎃 오하라 역
- 리사 랭루아 - 어밀리아 역